# Chancheng
Chancheng är ett stadsdistrikt och säte för stadsfullmäktige i staden Foshan i provinsen Guangdong i sydöstra Kina.
Chancheng är indelat i tre stadsdelsdistrikt och en köping.
Stadsdelsdistrikt (jiedao):
- Shiwanzhen (石湾镇街道)
- Zhangcha (张槎街道)
- Zumiao (祖庙街道)

Köping (zhen): 
- Nanzhuang (南庄镇)